# 1974-es magyar asztalitenisz-bajnokság
Az 1974-es magyar asztalitenisz-bajnokság az ötvenhetedik magyar bajnokság volt. A bajnokságot február 15. és 17. között rendezték meg Budapesten, a Nemzeti Sportcsarnokban (a selejtezőt a Játékcsarnokban).

## Eredmények
| Versenyszám  | Arany                                                           | Arany | Ezüst                                                                | Ezüst | Bronz | Bronz |
| ------------ | --------------------------------------------------------------- | ----- | -------------------------------------------------------------------- | ----- | --- | ----- |
| Férfi egyéni | Jónyer István Bp. Spartacus                                     |       | Klampár Tibor Postás SE                                              |       | Kocsis Ödön Ganz-MÁVAG VSERózsás Péter BVSC                                                                                    |       |
| Női egyéni   | Lotaller Henriette Statisztika Petőfi SC                        |       | Papp Angéla Statisztika Petőfi SC                                    |       | Kuchár Györgyi Statisztika Petőfi SCKisházi Beatrix Statisztika Petőfi SC                                                      |       |
| Férfi páros  | Klampár Tibor, Jónyer István Postás SE, Bp. Spartacus           |       | Beleznay Mátyás, Bánlaki Zsolt Miskolci Építők MTE, VM Közért        |       | Asztalos István, Guttmayer József Ganz-MÁVAG VSERózsás Péter, Harangi Sándor BVSC                                              |       |
| Női páros    | Magos Judit, Lotaller Henriette Statisztika Petőfi SC           |       | Kisházi Beatrix, Papp Angéla Statisztika Petőfi SC                   |       | Molnár Anna, Hernádi Ágnes 31. sz. ÉpítőkKuchár Györgyi, Juhos Eszter Statisztika Petőfi SC                                    |       |
| Vegyes páros | Jónyer István, Magos Judit Bp. Spartacus, Statisztika Petőfi SC |       | Marosffy Szabolcs, Juhos Eszter Bp. Spartacus, Statisztika Petőfi SC |       | Beleznay Mátyás, Csík Márta Miskolci Építők MTE, Sabaria SEFaházi János, Kisházi Beatrix Ganz-MÁVAG VSE, Statisztika Petőfi SC |       |